# The Pretender (chanson)
Pour les articles homonymes, voir The Pretender.
Singles de Foo Fighters
Miracle
(2006) Long Road to Ruin
(2007)
The Pretender est le premier single du groupe de rock Foo Fighters issu de l'album Echoes, Silence, Patience and Grace sorti en 2007.

## Liste des titres
Toutes les chansons sont écrites et composées par Dave Grohl, Taylor Hawkins, Nate Mendel, Chris Shiflett.
| 1. | The Pretender | 4:29 |
| 2. | If Ever       | 4:15 |

| 1. | The Pretender                        | 4:29 |
| 2. | Come Alive (démo)                    | 5:31 |
| 3. | If Ever                              | 4:15 |
| 4. | Monkey Wrench (concert au Hyde Park) | 5:35 |

| 1. | The Pretender | 4:29 |
| 2. | Bangin        |      |

## Charts
| Chart (2007)                            | Position |
| --------------------------------------- | -------- |
| Australian Singles Chart                | 10       |
| Austrian Singles Chart                  | 46       |
| Belgian Singles Chart                   | 26       |
| Canadian Hot 100                        | 15       |
| Denmark Singles Chart                   | 25       |
| Dutch Singles Chart                     | 39       |
| Euro Hot 100                            | 24       |
| German Singles Chart                    | 72       |
| Irish Singles Chart                     | 11       |
| New Zealand Singles Chart               | 9        |
| Norway Singles Chart                    | 3        |
| Swedish Singles Chart                   | 11       |
| Portugal Singles Chart                  | 5        |
| UK Singles Chart                        | 8        |
| US Billboard Hot 100                    | 37       |
| US Billboard Hot Mainstream Rock Tracks | 1        |
| US Billboard Hot Modern Rock Tracks     | 1        |
| US Billboard Pop 100                    | 47       |

## Membres du groupe lors de l'enregistrement de la chanson
- Dave Grohl - chant, guitare
- Chris Shiflett - guitare
- Nate Mendel - basse
- Taylor Hawkins - batterie

## Reprises
La chanson-titre est reprise en 2011 par le groupe féminin Cherri Bomb sur son mini-album Stark ; un clip-vidéo de cette version est également tourné. Elle est également reprise par le groupe israélien de trance psychédélique Infected Mushroom, dans son album Army of Mushrooms de 2012.
Reprise par le groupe de métal Ektomorf sur leur album Black Flag en 2012.
Elle est reprise en version bluegrass par le groupe Steve 'N' Seagulls sur leur album Brothers in Farms (2016).
La chanson est reprise, en 2016, par le groupe mexicain The Warning.